# Jonah Seif
Jonah Seif (ur. 30 października 1994 w Thousand Oaks) – amerykański siatkarz, grający na pozycji rozgrywającego. Od sezonu 2018/2019 występuje we włoskiej Serie A, w drużynie Sir Sicoma Colussi Perugia.

## Sukcesy klubowe
Puchar Włoch:
- 2019

Mistrzostwo Włoch:
- 2019